# Copenaghen Open 1999 - Qualificazioni doppio
Le qualificazioni del doppio  del Copenaghen Open 1999 sono state un torneo di tennis preliminare per accedere alla fase finale della manifestazione. I vincitori dell'ultimo turno sono entrati di diritto nel tabellone principale. In caso di ritiro di uno o più giocatori aventi diritto a questi sono subentrati i lucky loser, ossia i giocatori che hanno perso nell'ultimo turno ma che avevano una classifica più alta rispetto agli altri partecipanti che avevano comunque perso nel turno finale.
Le qualificazioni del doppio del torneo Copenaghen Open 1999 prevedevano 4 coppie partecipanti di cui una è entrata nel tabellone principale.

## Teste di serie
1. Giorgio Galimberti /  Davide Sanguinetti (primo turno)

1. Tobias Hildebrand /  Johan Landsberg (Qualificati)

## Qualificati
1. Tobias Hildebrand  /   Johan Landsberg

## Tabellone

### Legenda
| - Q = Qualificato - WC = Wild card - LL = Lucky loser | - ALT = Alternate - SE = Special Exempt - PR = Protected Ranking | - w/o = Walkover - r = Ritirato - d = Squalificato |

|  | Primo turno | Primo turno                           | Primo turno                       | Primo turno | Primo turno |  |  | Ultimo turno | Ultimo turno                      | Ultimo turno | Ultimo turno | Ultimo turno |  |
|  |             |                                       |                                   |             |             |  |  |              |                                   |              |              |              |  |
|  |             | Guillermo Cañas Rainer Schüttler      | 6                                 | 6           | 7           |  |  |              |                                   |              |              |              |  |
|  | 1           | Giorgio Galimberti Davide Sanguinetti | 7                                 | 3           | 5           |  |  |              | Guillermo Cañas Rainer Schüttler  | 6            | 3            | 4            |  |
|  | 2           | Tobias Hildebrand Johan Landsberg     | Tobias Hildebrand Johan Landsberg | 7           | 6           |  |  | 2            | Tobias Hildebrand Johan Landsberg | 1            | 6            | 6            |  |
|  |             | Bob Borella Kasper Warming            | Bob Borella Kasper Warming        | 6           | 2           |  |  |              |                                   |              |              |              |  |